# Фицџералд (Џорџија)
Фицџералд (енгл. Fitzgerald) град је у америчкој савезној држави Џорџија. По попису становништва из 2010. у њему је живело 9.053 становника.

## Демографија
Према попису становништва из 2010. у граду је живело 9.053 становника, што је 295 (3,4%) становника више него 2000. године.
| Група             | 2000.         | 2010.         |
| Белци             | 3.999 (45,7%) | 3.807 (42,1%) |
| Афроамериканци    | 4.315 (49,3%) | 4.652 (51,4%) |
| Азијати           | 27 (0,3%)     | 79 (0,9%)     |
| Хиспаноамериканци | 388 (4,4%)    | 388 (4,3%)    |
| Укупно            | 8.758         | 9.053         |